# Grote Kerk (Leerdam)
De Grote Kerk in het centrum van de Utrechtse plaats Leerdam is een laatgotische pseudobasilicale kruiskerk.
De kerk bestaat uit een driebeukig schip, een vijfzijdig gesloten koor, een 15e-eeuws transept en een ingebouwde romaanse toren uit de 13e eeuw. Het koor en de sacristie dateren uit de tweede helft van de 15e eeuw en zijn beide voorzien van speklagen.
Bij de restauratie in de periode 1862-1863 werd de kerk in neogotische stijl verbouwd. Bij de restauratie van 1957-1960 (en tevens laatste restauratie) is de kerk weer teruggebracht naar de situatie van voor 1862.
Het orgel van de Grote Kerk, bestaande uit 21 registers, verdeeld over hoofdwerk, bovenwerk en pedaal, is gemaakt in de periode 1852-1854 door de firma Bätz en Co uit Utrecht.
De kerk is een rijksmonument en wordt gebruikt door de Hervormde Gemeente te Leerdam.